# Antonianas maronitas
La Congregación de las Religiosas Antonianas Maronitas (oficialmente en francés: Congrégation des Religieuses Antonines Maronites) es una congregación religiosa católica femenina de rito maronita, de clausura monástica y de derecho pontificio, cuyos orígenes se remontan al nacimiento de los monjes libaneses maronitas que fueron unificados en 1695 en una orden religiosa. Las religiosas forman una congregación independiente desde 1953. A las miembros de este instituto se les conoce como antonianas maronitas, o simplemente como antonianas.

## Historia
Los orígenes de la congregación se remontan al nacimiento de los monjes libaneses maronitas que fueron unificados en 1695 en una orden religiosa, incluyendo los monasterios femeninos. La división ocurrida en la Orden en 1770, entre los maronitas y los libaneses maronitas, llevó a la división de las monjas. Inicialmente cada monasterio era autónomo, con su propia abadesa, luego rendían obediencia al abad general de los antonianos maronitas y, finalmente, desde 1953, se independizaron de la Orden, formando una congregación religiosa de derecho pontificio, bajo la guía de Isabelle Khoury.

## Organización
La Congregación de las Religiosas Antonianas Maronitas es un instituto religioso oriental de rito maronita y de derecho pontificio. El gobierno es centralizado y recae en la superiora general, a la que los miembros del instituto llaman abadesa general. A ella, le coadyuva su consejo, elegido para un periodo de seis años. La sede central se encuentra en Brummana (Líbano).
Las monjas conservan la clausura, aunque no de estricta observancia, junto a las obras apostólicas que desarrollan en sus propios monasterios: escuelas, orfanatos, dispensarios y asilos de ancianos. Viven según las Regla de los Maronitas, aprobada por Clemente XII, y su espiritualidad se centra en la ascética características de los antonianos, que tienen por modelo a san Antonio Abad.
En 2015, la congregación contaba con unas 189 religiosas y 36 comunidades, presentes en Australia, Canadá, Chipre, Estados Unidos Francia, Israel y Líbano.